# Добжинська земля
До́бжинська, або До́бринська земля (пол. ziemia dobrzyńska) — польська історична земля з центром у Добжині-над-Віслою. Розташована у Центральній Польщі, на східному березі Вісли, на північ від річки Дрвенца. Займає терени Ліпновського і Рипінського повітів Куявсько-Поморського воєводства. Основні міста — Добжинь-над-Віслою, Рипін, Ліпно, Бобровники, Скемпе, Ґужно. Первісно входила до складу Мазовії, була сусідом Пруссії. Згодом перебувала у власності Добжинського (1222—1235) і Тевтонського орденів (1329—1343, 1391—1404, 1409—1411). Була об'єктом територіальних польсько-тевтонських суперечок. Остаточно перейшла до Польського королівства за умовами Першого Торунського миру (1411). Входила до складу Іновроцлавського воєводства Польської корони (1411—1793). Після другого поділу Речі Посполитої приєднана до Прусського королівства (1793—1807). У часі наполеонівських воєн належала Варшавському герцогству (1807—1815), але за рішенням Віденського конгресу передана Російській імперії (1815—1918). Згодом входила до складу Польської республіки (1918—1939), Німеччини (1939—1944), Польської народної республіки (з 1944).

## Назви
- До́бжинська, або До́бринська земля (лат. terra Dobrinensis, пол. ziemia dobrzyńska, нім. Dobriner Land) — польська назва, що означає «добра земля» (dobrą ziemią)[1][2].
- Добжиня, Добриня, або Добри́нія (лат. Dobrinia, пол. Dobrzynia[1])

## Історія

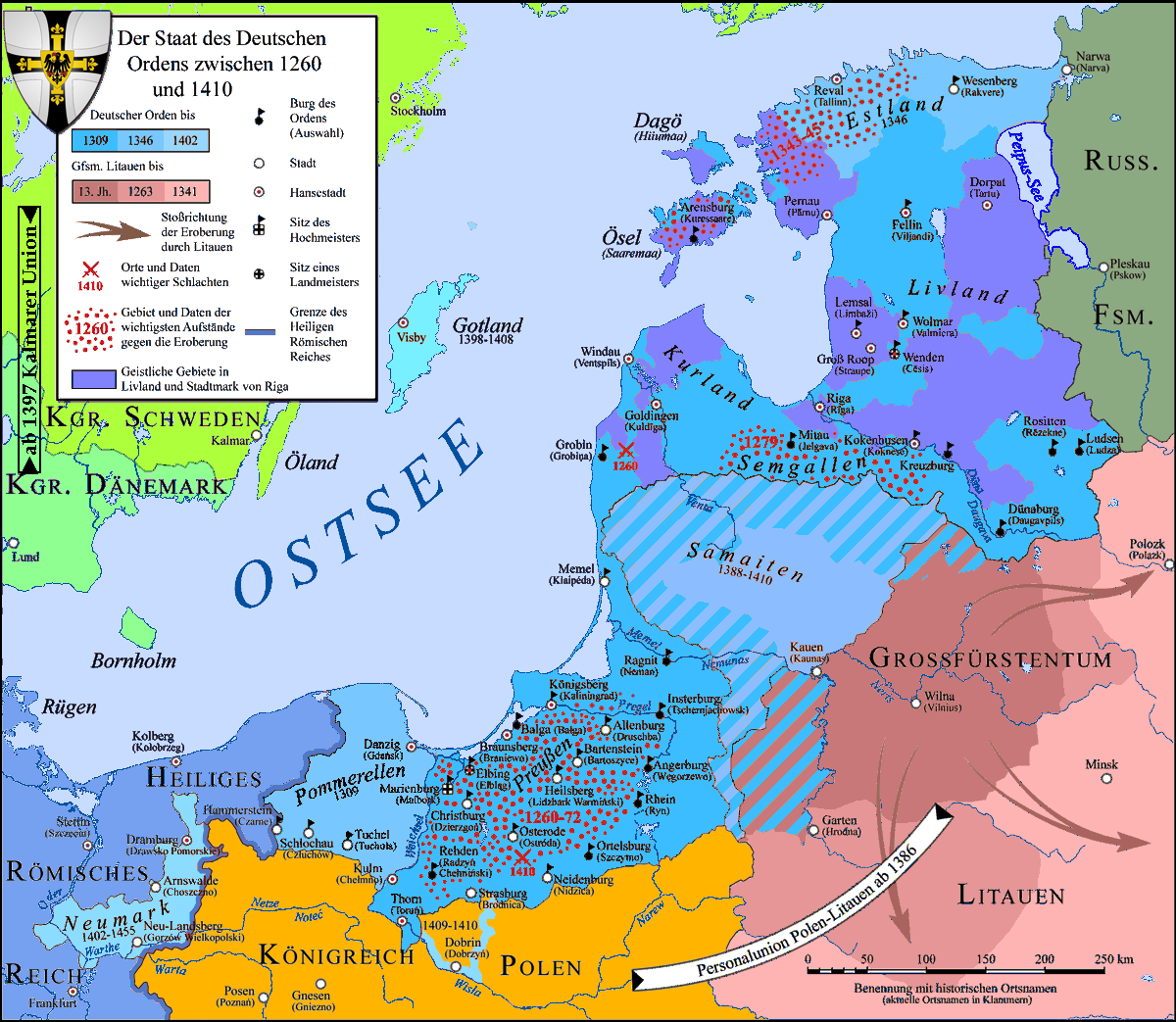
Тевтонський орден (1410). Добжинська земля на півдні, обведена синьою смугою.

- 1222: Конрад Мазовецький передав хрестоносцям Добжинь і прилеглі землі. Створено Добжинський орден для допомоги Мазовії у війні з пруссами.
- 1228: Конрад Мазовецький передав Добжинському ордену Добжинське каштелянство.
- 1235: Конрад Мазовецький повернув собі Добжинську землю, обмінявши її на Хемлмінську.
- 1329: Тевтонський орден захопив Добжинську землю.
- 1339: Святий Престол наказав Тевтонському ордену повернути полякам Добжинську землю.
- 1343: Тевтонський орден повернув Добжинську землю польському королю Казимиру ІІІ за умовами Каліського договору.
- 1379: король Людовик Угорський надав Добжинську землю в лен опольському князю Володиславу.
- 1392: князь Володислав віддав Добжинську землю під заставу Тевтонському ордену в 50 тисяч флорінів.
- 1404: Тевтонський орден повернув Добжинську землю полякам за умовами Рацьонзького миру.
- 1409: Тевтонський орден захопив Добжинську землю.
- 1411: Тевтонський орден повернув Добжинську землю Польщі за умовами Першого Торунського миру. Земля у складі 3 повітів (Добжинського, Рипінського і Ліпновського) включена до Іновроцлавського воєводства
- 1792: внаслідок розподілу Польщі Добжинська земля приєднана до Прусського королівства.
- 1807: Наполеон віддав Добжинську землю у склад новоутвореного Варшавського герцогства. Вона увійшла до Плоцького департаменту.
- 1815: за рішенням Віденського конгресу Добжинська земля передана Російській імперії.
- 1918: Добжинська земля увійшла до складу самопроголошеної Польської республіки й стала частиною Варшавського воєводства.
- 1939: Добжинська земля захоплена Нацистською Німеччиною і включена до складу німецької провінції Данциг—Західна Пруссія.
- 1944: Добжинську землю захопив СРСР і передав маріонетковій Польській народній республіці. Земля увійшла до складу Поморського воєводства.
- 1950: Добжинська земля передана до складу Куявсько-Поморського воєводства.
- 1957: Добжинська земля передана до складу Бидшоського воєводства.
- 1975: Добжинська земля передана до складу Влоцлавського воєводства.
- 1998: Добжинська земля передана до складу Куявсько-Поморського воєводства.

## Адміністративний поділ
У Польському королівстві входила до складу Інновроцлавського воєводства й поділялася на три повіти:
- Добжинський повіт
- Ліпновський повіт
- Рипінський повіт